# Principauté de Karatchev
La Principauté de Karatchev (en russe : Карачевское княжество) est une ancienne principauté slave centrée sur la ville de Karatchev, actuellement en Russie.

## Princes de Karatchev
Voici la liste des princes de Karatchev :
- Mstislav Mikhailovitch (né en 1220 et mort vers 1280)[1]
- Sviatoslav Mstislavitch (né en 1270 et mort en 1310), fils de Mstislav Mikhailovitch. Sviatoslav Mstislavitch n'a pas eu de descendant[2].
- Sviatoslav Titovitch (né en 1310), fils de Tit Mstislavitch, le frère de Sviatoslav Mstislavitch[3].
- Fedor Sviatoslavitch (né en 1339), fils de Sviatoslav Titovitch[4]
- Vassili Sviatoslavitch (né en 1341), fils de Sviatoslav Titovitch[5]
- Sviatoslav Sviatoslavitch (né en 1347), fils de Sviatoslav Titovitch[6]